# Нивалдо Виейра, Жардел
Жардел Нивалдо Виейра (порт. Jardel Nivaldo Vieira; 29 марта 1986, Флорианополис) — бразильский футболист, центральный защитник.

## Карьера
Жардел — воспитанник клуба «Аваи», в молодёжном составе которого он выиграл чемпионат штата Санта-Катарина в 2003 году сначала среди юниорских составов, а затем среди молодёжных команд. Проведя один год в основной команде, защитник перешёл в клуб «Витория», где выступал в центре обороны вместе с Алексом Силвой. Там он провёл один сезон, выиграв чемпионат штата Баия. Следующий год Жардел начал в клубе «Сантос», с которым выиграл чемпионат штата Сан-Паулу. В этой же команде он усугубил серьёзную травму лобковой кости, полученную ещё во время выступления в «Виктории». В конце 2006 года Жардел перешёл в «Ирати», а затем выступал на правах аренды в «Аваи» и «Жоинвиле». Позже Жардел играл за «Деспортиво Бразил» и «Итуано».
В 2009 году бразилец был арендован португальским клубом «Эшторил-Прая», за который провёл 28 матчей и забил 2 гола. В 2010 году он перешёл в «Ольяненсе», где сыграл 16 встреч.
13 января 2011 года Жардел перешёл в «Бенфику», подписав контракт на 5 лет. Сумма трансфера составила 475 тыс. евро. Первые 4 сезона играл нерегулярно, проведя в чемпионате Португалии в сумме всего 40 матчей. При этом Жардел часто выходил на поле в кубковых турнирах, как португальских, так и международных. В сезоне 2014/15 стал основным защитником «Бенфики», сыграв 43 матча во всех турнирах в том числе 31 матч в чемпионате). На следующий сезон Жардел вновь был ключевым защитником команды, сыграв в 44 матчах и забив 5 мячей. В составе «Бенфики» Жардел трижды подряд становился чемпионом Португалии (2013/14, 2014/15, 2015/16).

## Достижения
Витория (Салвадор)
- Чемпион штата Баия: 2005

Сантос
- Чемпион штата Сан-Паулу: 2006

Бенфика (Лиссабон)
- Чемпион Португалии (5): 2013/14, 2014/15, 2015/16, 2016/17, 2018/19
- Обладатель Кубка Португалии (2): 2013/14, 2016/17
- Обладатель Кубка португальской лиги (5): 2010/11, 2011/12, 2013/14, 2014/15, 2015/16
- Обладатель Суперкубка Португалии (4): 2014, 2016, 2017, 2019